# معيار اجتماعي
المعايير الاجتماعية (بالإنجليزية: Social norms) تُعتبر صورًا جماعية لسلوك جماعي مقبول وتصورات فردية لسلوك جماعي ما. يمكن النظر إليها على أنها نواتج ثقافية (بما في ذلك القيم والعادات والتقاليد) تمثل المعرفة الأساسية للأفراد بما يفعله الآخرون وما يتصورون أنه ينبغي عليهم فعله. المعايير الاجتماعية -من منظور علم الاجتماع- هي فهم غير رسمي يحكم سلوك أفراد المجتمع. يعترف علم النفس الاجتماعي أن وحدات المجموعات الأصغر حجمًا (مثل: الفريق، أو المكتب) قد تؤيد المعايير بصورة منفصلة أو بإضافة بعض المعايير إلى التوقعات الثقافية أو المجتمعية.
تُحدَّد أدوار المعايير -في مجال علم النفس الاجتماعي- التي يمكن أن توجه السلوك في موقف معين أو بيئة معينة باعتبارها «وصفًا ذهنيًا للسلوك المناسب». تبين أن الرسائل المعيارية من الممكن أن تشجع السلوكيات الاجتماعية، بما في ذلك الحد من تعاطي الكحول، وزيادة إقبال الناخبين، والحد من استخدام الطاقة. وفقًا للتعريف النفسي للمكون السلوكي للمعايير الاجتماعية، فإن المعايير لها بُعدان: مدى إظهار السلوك، ومدى استحسان المجموعة لذلك السلوك. من الممكن استخدام هذه الأبعاد في رسائل معيارية لتغيير المعايير (وبالتالي تغيير السلوكيات). يمكن أن تستهدف الرسالة البُعد السابق من خلال وصف مستويات عالية من الإقبال على التصويت من أجل تشجيع المزيد من الإقبال. ومن الممكن أيضًا تغيير تلك المعايير اعتمادًا على السلوك الذي يبدر عن الآخرين (مدى إظهار السلوك).
يمكن اعتبار المعايير الاجتماعية على أنها: «قواعد تحدد ما ينبغي وما لا ينبغي أن يفعله الناس في ضوء محيطهم الاجتماعي» (المعروفة باسم البيئة، السياق الاجتماعي-الثقافي) والظروف. دراسة المعايير «متناثرة بين مختلف التخصصات والتقاليد البحثية، مع عدم وجود توافق واضح في الآراء بشأن كيفية استخدام هذا المصطلح».

## نشأته وانتشاره
يُعرَّف الانحراف بأنه «عدم توافق لمجموعة من المعايير التي يقبلها عدد كبير من الأشخاص في المجتمع المحلي (الجماعة) أو المجتمع». ببساطة أكثر، إذا لم يتبع أعضاء المجموعة معيارًا معينًا، يوصفون بأنهم منحرفون. في المؤلفات الاجتماعية، يمكن أن يؤدي ذلك في كثير من الأحيان إلى أن يعدهم المجتمع غير منتمين إليه. لكن يُتوقع أن يسلك الأطفال سلوكًا منحرفًا إلى حد ما. إن التسامح الاجتماعي الوارد في حالة الأطفال سرعان ما يسقط عن المجرم، ويعتبر العالِم كليفورد ر. شو أن الجريمة أحد أشد أشكال الانحراف تطرفًا.
يرتبط ما يعتبر «طبيعيًا» بموقع الثقافة التي يجري فيها التفاعل الاجتماعي. الفرد الذي يعصي القواعد الجماعية بشكل روتيني -وفقًا لعلم النفس- يصبح عُرضة لخطر التحول إلى «الانحراف المؤسساتي». يمكن لأعضاء المجموعة الآخرين -على غرار تعريف علم الاجتماع- أن يحكموا على المنحرفين مؤسساتيًا بسبب فشلهم في الالتزام بالمعايير. في البداية، قد يزيد أعضاء المجموعة من الضغط على شخص غير تقليدي، محاولين إشراك الشخص في محادثة أو موضحين السبب الذي لأجله ينبغي أن يتبع توقعاتهم السلوكية. إن الدور الذي يقرر فيه المرء ما إذا كان سيتصرف أو لا يتصرف يعتمد إلى حد كبير على الكيفية التي ستؤثر بها أفعالهم على الآخرين. قد تستخدم المجموعات الحوافز التقديرية لإعادة سلوك الفرد إلى مساره الصحيح، وخاصة مع الأعضاء الجدد الذين ربما لا يعرفون ما هي السلوكيات الأفضل. ولكن مع مرور الوقت، إذا استمر أحد الأعضاء في العصيان، تتخلى المجموعة عنه باعتباره قضية ميئوسًا منها، رغم أن الجماعة قد لا تلغي عضويته فيها بالضرورة، إلا أنها قد لا تعطيه سوى اعتبار صوري. مثلًا، إذا تأخر الموظف عن الاجتماع، منتهكًا مبدأ الالتزام بمواعيد العمل، يمكن أن ينتظر المدير أو غيره من زملاء العمل الشخص حتى يصل ويأخذه جانبًا في وقت لاحق ليسأله عما حدث. إذا استمر هذا السلوك، قد تبدأ المجموعة في نهاية المطاف اجتماعاتها بدونه، لأن هذا الشخص «يتأخر دائمًا». تعمل هذه الجماعة على تعميم عصيان الفرد وترفضه على الفور، وبالتالي تقلص من نفوذ العضو وترسخ قدميه في تأييد معارضة المجموعة في المستقبل.
يختلف التسامح الجماعي إزاء الانحراف باختلاف العضوية، ولا يتلقى جميع أعضاء المجموعة نفس المعاملة فيما يتعلق بانتهاكات القواعد. يمكن للأفراد تكوين «رصيد احتياطي» من السلوك الجيد من خلال الامتثال، وهو ما يمكنهم الاقتراض منه في وقت لاحق. توفر هذه الائتمانات الخاصة عملة غير ملموسة لفهم التغيرات في التوقعات السلوكية الجماعية. مثلًا، قد يغفر المعلّم بسهولة أكبر للتلميذ القويم إذا أساء التصرف، والذي ادخر «رصيدًا ائتمانًيا جيدًا» أكثر من تلميذ يخل بالنظام مرارًا وتكرارًا. في حين أن الأداء السابق يمكن أن يساعد في تكوين أرصدة ائتمانية خاصة، فإن بعض أعضاء المجموعة لديهم رصيد أعلى بالفعل قبل أن يبدأوا. ويمكن للأفراد استيراد أرصدة ائتمانية خاصة من مجموعة أخرى؛ فنجوم السينما في مرحلة الطفولة -على سبيل المثال- الذين يلتحقون بالجامعة، قد يتمتعون بقدر من الحرية في اتباع القواعد المدرسية أكبر من غيرهم من الطلاب الجدد. أخيرًا، قد يبدأ القادة أو الأفراد الذين يشغلون مناصب رفيعة أخرى بمزيد من الائتمانات ويظهرون على أنهم «فوق القانون» في بعض الأحيان. بيد أن رصيدهم الائتماني الخاص له حد، قد يواجهون رفضًا جماعيًا إذا أصبح عصيانهم متطرفًا للغاية، حتى مع التمسك تجاههم بمعيار أكثر تساهلًا من الفرد العادي.
يسبب الانحراف انفعالات متعددة يواجهها المرء عندما يخالف معيارًا معيَّنا. واحدة من تلك المشاعر التي تُعزى إلى الانحراف على نطاق واسع هو الشعور بالذنب. يرتبط الذنب بأخلاقيات الواجب التي تصبح بدورها هدفًا أساسيًا للالتزام الأخلاقي. يتبع الشعور بالذنب القيام بفعل تشكيكي. يمكن وصفه بأنه شيء سلبي على الذات، فضلًا عن حالة سلبية من الشعور. إذا استُخدمت هذه العقوبة في كلتا الحالتين، فإنها تشكل شعورًا بغيضًا فضلًا عن كونها شكلًا من أشكال العقاب الذاتي، باستخدام لفظ «الأيدي القذرة»، أي تلطيخ أو تلويث الذات، ومن ثم الاضطرار إلى تطهير الذات من القذارة. إنه شكل من أشكال التعويض الذاتي فضلًا عن الخضوع لاحتمالية الغضب والعقاب من الآخرين. الشعور بالذنب هو مقصد كل من الفعل والشعور اللذين يحفزان اتخاذ المزيد من الاجراءات «المشرِّفة». تشير بعض الأبحاث إلى أن التغيُّرات في الطقس يمكن أن تزيد من احتمال إصابة الأطفال بانحراف السلوك.

## السلوك
يمكن للقواعد التي تتعارض مع سلوكيات المجتمع المهيمن أو الثقافة أن تنتقل من مكان لآخر، ويُحافظ عليها داخل مجموعات فرعية صغيرة من المجتمع. فعلى سبيل المثال، أشارت منظمة كراندال (1988) إلى أن بعض المجموعات (مثل فرق التشجيع، وفرق الرقص، وفرق الرياضة، والجمعيات النسائية) تعاني من معدل كبير من النهام، وهو مرض معترف به علنًا ويهدد الحياة، ويفوق بكثير ما في المجتمع ككل. للمعايير الاجتماعية طريقة في الحفاظ على النظام وتنظيم المجموعات.

## الرقابة الاجتماعية
رغم أن المعايير لا تُعتبر قوانين رسمية داخل المجتمع، إلا أنها تعمل على تعزيز قدر كبير من الرقابة الاجتماعية. إذ تُعد تعليمات منظمة للسلوك. تحدد الظاهرة الثقافية التي تشكل المعايير السلوك المقبول في حالات محددة.